# PIB verde

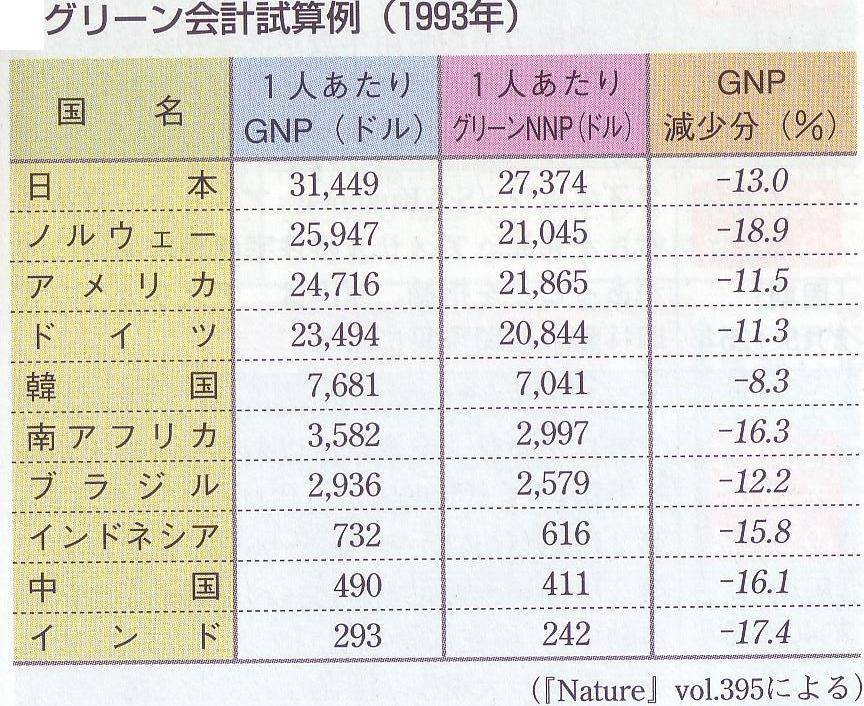
Evaluación de impacto ambiental, Producto interno bruto

```
El 
PIB verde
 o 
Producto interno bruto verde
 es un indicador de 
crecimiento económico
 que tiene en cuenta las consecuencias medioambientales del crecimiento económico medido por el 
Producto interno bruto
 o PIB convencional.
```

En 2004, Wen Jiabao, el primer ministro chino, anunció el uso del PIB verde como indicador económico para el país. El primer informe fue publicado en 2006. Mostraba que las pérdidas económicas causadas por la contaminación fueron de 511 800 millones de yuanes (66 300 millones de dólares), lo que significaba el 3,05 % de la economía nacional. 
El experimento acabó cuando se hizo evidente que un reajuste del cálculo del PIB significaría la disminución del crecimiento a niveles políticamente inaceptables, prácticamente cero en algunas provincias. Así, el gobierno retiró su propuesta, que tendría que haber entrado en vigor en marzo de 2007.
Aunque la medida de factores como la biodiversidad o el cambio climático sean variables difíciles de integrar en el modelo del PIB, en el actual sistema no aparecen representadas de ninguna forma.
El economista Serge Latouche comenta:

si se intenta evaluar la reducción de la tasa de crecimiento tomando en cuenta los daños causados al medio ambiente y todas sus consecuencias sobre el "patrimonio natural y cultural", se obtiene generalmente un resultado de crecimiento nulo e incluso negativo. Los Estados Unidos gastaron en 1991, 115 mil millones de dólares, o sea el 2.1% de PIB para la protección del medio ambiente. El Clean Air Act aumentó este costo en 45 o 55 mil millones de dólares por año. [...] El World Ressources Institute, por su lado, intentó mediar la tasa de crecimiento en caso de que se tomasen en cuenta las punciones sobre el capital natural con una óptica de desarrollo durable. Para Indonesia, corrigió la tasa de crecimiento entre 1971 y 1984 del 7.1 al 4% anual, y esto considerando solamente 3 elementos: la destrucción de bosques, la disminución en las reservas de petróleo y gas natural, y la erosión del suelo.

El comité de expertos de las Naciones Unidas sobre Contabilidad Económico-Ambiental (UNCEEA) trabaja para hacer del Sistema de Contabilidad Económico Ambiental (SEEA) un estándar internacional para el año 2010 y a promoverlo para su puesta en práctica en los diferentes países.